# Тарадайкин, Игорь Георгиевич
И́горь Гео́ргиевич Тарада́йкин (род. 28 сентября 1957, Ростов-на-Дону) — советский и российский актёр кино и дубляжа.

## Биография
Родился 28 сентября 1957 года в Ростове-на-Дону.
Учился в РГУ на историческом факультете, но, решив изменить жизненный путь, поступил во ВГИК (курс С. А. Герасимова), который окончил в 1982 году. С 1981 года снимается в кино. Его первая роль была в фильме «Василий и Василиса». Снимался на киностудии А. Довженко, у классика украинского кино Т. Левчука, который записал его в «золотой актёрский фонд», и в последнем фильме Л. Кулиджанова «Незабудки». Также снялся в нескольких фильмах на Одесской киностудии, лучшим из которых была картина «Золотая свадьба».
Мастер дубляжа и закадрового перевода, обладатель мягкого и интеллигентного голоса. Первая главная роль на дубляже была в фильме «Молодые люди в городе». Работал на закадровом озвучивании фильмов для НТВ, РЕН ТВ, ТВ-3, ТВ-6 и «Первого канала».
Учился на одном курсе с актрисой и коллегой Любовью Германовой, вместе с которой они озвучивали сериал «Секретные материалы» для ОРТ.
Предпочитает машине «гулять ногами», любит уединение, ценит свободное время, к самой работе подходит очень ответственно, отчего принципиально не пользуется мобильными телефонами.
Сын Георгий (р. 1985), композитор и звукорежиссёр, участник различных музыкальных коллективов. В 2012—2015 годах писал музыку для анонсов телеканалов ЗАО «Первый канал. Всемирная сеть» и канала Disney.

## Фильмография
- 1980 — Маэстро (короткометражный)
- 1981 — Василий и Василиса — Иван Дмитриевич
- 1982 — Праздник фонарей (короткометражный) — советский офицер
- 1983 — Водоворот — Тимко Вихора
- 1985 — Женихи (укр. Женихи) — Степан
- 1986 — И в звуках память отзовется…
- 1986 — Постарайся остаться живым — Еремеев
- 1986 — Летние впечатления о планете Z — Капустин
- 1987 — Джамайка — следователь
- 1987 — Золотая свадьба — Клим Данилович Даник в молодости
- 1988 — Воскресенье, половина седьмого — Леонид Ивакин, брат Риты
- 1988 — Штормовое предупреждение — Матвей Николаевич Лихолат, парторг комбината
- 1990 — Война на западном направлении — старший лейтенант Колодяжный
- 1990 — Яма — вор Сенька-вокзал
- 1991 — Откровение Иоанна Первопечатника — Кузьма Епифанов
- 1992 — Убийство на Ждановской — старший лейтенант Николай Гущин
- 1994 — Незабудки — покойный муж Елизаветы Сергеевны
- 2005 — Две судьбы 2 — Назар Руденко
- 2008 — Кулагин и партнёры
- 2008 — Осенний детектив — майор Андрей Усов (фильм № 2 «Двойной гамбит»)
- 2009 — Переправа — солдат
- 2013 — 22 минуты — Ваганов, адмирал флота, главком ВМФ
- 2014 — Любимые женщины Казановы — Валера, автомеханик

### Озвучивание
- «Страна птиц»

## Дубляж и закадровое озвучивание

### Фильмы

#### Колин Фёрт
- Магия лунного света (2014) — Стэнли Кроуфорд[5]
- Король говорит (2010) — король Георг VI[5]
- Где скрывается правда (2005) — Винс[6]
- Моя ужасная няня (2005) — мистер Седрик Браун[7]
- Бриджит Джонс: Грани разумного (2004) — Марк Дарси[7]
- Дневник Бриджит Джонс (2001) — Марк Дарси[7]

#### Харрисон Форд
- Индиана Джонс и последний крестовый поход (1989) — Индиана Джонс (закадровый перевод НТВ+)[8]
- Индиана Джонс и храм судьбы (1984) — Индиана Джонс (закадровый перевод НТВ+)[8]
- Индиана Джонс: В поисках утраченного ковчега (1981) — Индиана Джонс (закадровый перевод НТВ+)[8]

#### Другие фильмы
- Кинг-Конг (2005)[9] — Эдриен Броуди — Джек Дрисколл
- Пианист (2002) — Владислав Шпильман[5]
- Спасти рядового Райана (1998)[9] — рядовой Стэнли Мэллиш — все мужские роли — закадровый перевод
- Форрест Гамп (1994) — Форрест Гамп — закадровый перевод («Премьер Видео Фильм»)[5]
- Список Шиндлера (1993)[9] — Людгер Пистор
- День сурка (1993), НТВ[9] — все мужские роли — закадровый перевод
- Дракула (1992) — Джонатан Харкер, Ренфилд (закадровый перевод)[10]
- Молчание ягнят (1991) — Ганнибал Лектер[5]
- Один дома (1990)[9] — все мужские роли — закадровый перевод («Премьер Видео Фильм»); половина мужских ролей — закадровый перевод («Ren TV»)
- Кто подставил Кролика Роджера (1988), — Кролик Роджер (дубляж творческой группы «Союза работников дубляжа» по заказу ВГТРК, 1995 г.)[5]
- Молодые люди в городе (1985) — дубляж[1]
- Терминатор (1984)[9], Ren-TV — все мужские роли — закадровый перевод
- Крёстный отец (1972), НТВ — закадровый перевод[5]

### Сериалы
- 2019 — Наша планета — диктор (1 сезон)[11]
- 2004 — Остаться в живых — Саид Джарра[5]
- 1993 — 2002 — Секретные материалы («X-Files») (закадр. перевод для ОРТ (Первый канал) — Фокс Малдер (роль актёра Дэвида Духовны)[5]
- 1987 — 1988 — Дикая Роза — Рохелио (роль актёра Гильермо Капетильо) (дубляж киностудии «Фильм-Экспорт» по заказу студии «Протеле» (Нью-Йорк), «Пиринфильм» (Париж) и студии кинопрограмм РГТРК «Останкино», 1994 г.)[7]
- 1985 — Никто, кроме тебя — Максимилиано Альбенис (роль актёра Сальвадора Пинеда) + некоторые другие мужские персонажи (закадровая озвучка СВ-Дубль по заказу ТВ-6)[5]

### Телепередачи
- 1986 — Шоу Опры Уинфри (РЕН ТВ)[7]

### Компьютерные игры
- 2016 — Uncharted 4: A Thief's End — Гектор Алькасар[12]
- 2017 — StarCraft: Remastered — Эдмунд Дюк[13]
- 2019 — Overwatch — Сигма[2]
- 2021 — Outriders — Говард «Бородач» Кэмден[14]

## Озвучивание мультфильмов
- 1984 — В синем море, в белой пене... — дедушка
- 1990 — Случаи — читает рассказ «Столяр Кушаков»
- 2015 — Бременские разбойники — Баскервиль
- 2020 — Курьер (1 серия) — Эрз